# Bidur
Bidur (in nepalese बिदुर) è una municipalità del Nepal, capoluogo del distretto di Nuwakot.